# Ricardo Phillips
Ricardo Oscar Phillips (né le 31 janvier 1975 à Panama au Panama) est un footballeur international panaméen, qui évolue au poste d'attaquant.

## Biographie

### Carrière en sélection
Avec l'équipe du Panama, il joue entre 1996 et 2010. 
Il figure dans le groupe des sélectionnés lors des Gold Cup de 2005, de 2007 et de 2009. Il atteint la finale de cette compétition en 2005, en étant battu par les États-Unis.
Il joue également 21 matchs comptant pour les tours préliminaires de la coupe du monde, lors des éditions 1998, 2002 et 2006.

## Palmarès

### Palmarès en club
| Panama Viejo - Championnat du Panama (1) : - Champion : 2000-01. |  | Tauro FC - Championnat du Panama (1) : - Champion : 2003. |  | San Francisco FC - Championnat du Panama (3) : - Champion : 2006, 2009 (Ouverture) et 2011 (Clôture). |

### Palmarès en sélection
Panama
- Gold Cup :
  - Finaliste : 2005.